# Aleksander Gorajski (zm. po 1448)
Aleksander Gorajski (także Aleksander z Goraja, zm. po 1448) – szlachcic herbu Korczak.
Był synem  Iwana z Klecia, a bratankiem Dymitra z Goraja (Dymitra Gorajskiego),  podskarbiego, a później marszałka koronnego, który nie mając synów, zapisał część swych dóbr czterem bratankom. Aleksander otrzymał Goraj z przynależnymi wsiami.
Aleksander brał udział w wielkiej wojnie z Krzyżakami 1409-1411 i bitwie pod Grunwaldem, gdzie według Kroniki Jana Długosza stał na czele trzeciej chorągwi. Później walczył też w bitwie pod Koronowem w 1410, i jak stwierdza Jan Długosz należał do najwaleczniejszych rycerzy.
Ostatnia wiadomość o nim pochodzi z 11 lutego 1448, gdy  występował jako świadek w sądzie we Lwowie. Pozostawił czterech synów: Jana, Mikołaja, Aleksandra i Andrzeja.